# The World Ends with You
The World Ends with You, lançado no japão como It's a Wonderful World (すばらしきこのせかい, Subarashiki Kono Sekai, literalmente "Este Maravilhoso Mundo"), é um RPG de Ação desenvolvido pela equipe de Kingdom Hearts da Square Enix e Jupiter para o console portátil Nintendo DS. Se passa nos dias modernos em Shibuya que é um distrito comercial de Tóquio, The World Ends with You apresenta um estilo de arte diferente inspirado por Shibuya e sua cultura jovem. Também inspirado por elementos do jogo anterior da Jupiter, Kingdom Hearts: Chain of Memories. Foi lançado no Japão em Julho de 2007, e na América do Norte em Abril de 2008.
No jogo, Neku Sakuraba e seus aliados são forçados a participar de um jogo que decidirá seu destino. O sistema de batalha usa muitas das novidades únicas do Nintendo DS, incluindo combate em ambas as telas, e ataques executados por certos movimentos no Touchscreen ou ainda gritando no microfone. Elementos da cultura jovem japonesa, tais como moda, comida, e telefones celulares, são peças chave nas missões.
The World Ends with You recebeu avaliações positivas, cujos gráficos agradam, trilha sonora de boa qualidade, e integração da jogabilidade com o ambiente de Shibuya. As poucas reclamações foram a respeito da curva de aprendizado do sistema de batalha assim como os controles de touchscreen imprecisos. Na semana do seu lançamento, o jogo era o segundo mais vendido para DS no Japão, e o título era o top de vendas nos Estados Unidos.

## Enredo

### Ambiente
O jogo se passa numa versão fictícia de Shibuya distrito comercial de Tóquio, Japão. Enquanto cada dia se passa no mundo real (Realground, RG), os jogadores escolhidos são trazidos para a Dimensão Alternativa chamada de submundo (Underground, UG). O UG é também  o lar dos ceifadores (Reapers). Oferecendo sua mais valiosa posse para entrar no jogo, os jogadores ganham a chance de receber o prêmio: ser trazido de volta à vida ou transcender a uma alta forma de existência espiritual. Muitos dos que escolhem transcender tornam-se ceifadores, os oponentes dos jogadores em jogos futuros. Permanecendo uma semana, cada jogo é uma disputa para julgar quem é digno e merecedor.Um conjunto de jogadores tentará cumprir os objetivos dados seguindo as regras determinadas pelo Criador, que é tipo uma entidade divina que mantém Shibuya. Um outro Ceifador, o Condutor, comanda os outros Ceifadores de modo a obstruir os esforços dos jogadores. Falhar em completar a missão dispersará a mente e o espírito do jogador ou Ceifador, apagando assim a existência dele ou dela.
Um jogador no UG é invisível aos vivos no RG, embora possam algumas vezes ler e influenciar seus pensamentos. O UG é frequentado por criaturas chamada "Ruído" (Noise), que são atraídos pelos sentimentos negativos dos vivos. Para progredir no jogo dos Ceifadores, exige-se que os jogadores derrotem Ruídos matando ou apagando eles. Entretanto, cada Ruído existe em duas "zonas" simultaneamente, e só podem ser derrotados por 2 jogadores enfrentando os Ruídos de cada zona separadamente; Jogadores fazem pacto com outro jogador para poderem sobreviver ao Ruído. Jogadores recebem tarefas via mensagens de texto enviadas a eles pelo Celular, e suas mãos direitas são impressas como um contador indicando o tempo restante da missão. Depois que um dia de missão está completo, os jogadores remanescentes se encontram no começo do próximo dia de missão, como se eles tivessem saltado no tempo.

### Personagens
O jogador assume o papel de Neku Sakuraba, um adolescente anti-social que diz não gostar de pessoas, e raramente interage com os outros. Personagens controlados pelo Computador completam o resto do elenco, que incluem jogadores que fazem par com Neku.No primeiro jogo, Neku é colocado com Shiki Misaki, uma adolescente que toma a forma de sua melhor amiga; a aparência física dela é o preço para entrar no jogo. Subsequentemente, o parceiro de Nekué um inteligente e astuto adolescente, Yoshiya Kiryu, que prefere ser chamado de Joshua. O último parceiro de Neku é Daisukenojo Bito, um ceifador que chama a si próprio de "Beat". Beat se torna um ceifador para encontrar um meio de levar sua irmãzinha mais nova, Raimu Bito (apelidada "Rhyme"), novamente à vida. Rhyme sacrificou a si própria par a salvar seu irmão do ataque de um Ruído.
Além do Criador e do Condutor, há outros Ceifadores poderosos. Para cada semana do jogo, Mestres do Jogo são designados pelo Condutor em oposição aos jogadores. Dos Mestres do Jogo inimigos de Neku, Sho Minamimoto é o mais perigoso. Ele sempre foge das regras na tentativa de usurpar o lugar do Criador. Participar dos Jogos com o objetivo de promoção pela sua performance, o objetivo dos Ceifadores é ascender à forma de uma existência espiritual elevada, os Anjos. Anjos supervisionam os jogos. Por 3 semanas da história do jogo, Sanae Hanekoma é o Produtor. Outrora conhecido apenas como o dono de um café em Shibuya, ele guia novos jogadores e narra os "Relatórios Secretos" que são obtidos completando missões adicionais depois de terminar o jogo.

### História
A história do jogo segue Neku no curso das 3 semanas em que ele joga o jogo, juntamente com os parceiros Shiki, Joshua, and Beat para cada semana, respectivamente. Neku é confundido no começo, sem o conhecimento de como ele morreu ou chegou no UG. A medida que desenvolve a amizade com seus parceiros e começa a entender as regras do jogo, ele relembra pequenos detalhes de sua morte; eventualmente, ele reconhece que levou um tiro de Sho Minamimoto, um dos Ceifadores que ele encarou durante o jogo. Depois da primeira semana, somente Shiki permitido de voltar a viver, e ela promete encontrar Neku na estátua de Hachiko. Entretanto, Shiki se tornou o que Neku mais valoriza, e ela é usada como entrada para a segunda semana. No fim da segunda semana, Joshua sacrifica a si mesmo para salvar Neku de uma bomba criada por Minamimoto.
Devido a Neku e Joshua quebrarem as regras do jogo, o jogo é considerado nulo e Neku é forçado a repetir o jogo uma terceira vez. A entrada dele desta vez são todos os outros jogadores, o que significa que Neku não pode formar pactos e não tem nenhuma chance contra Ruídos. Entretanto, Beat imediatamente deserta dos Ceifadores e se junta a Neku. Neku e Beat encontram os Ceifadores e a população inteira de Shibuya e estão vestindo Bottons vermelhos especiais que fazem eles pensarem harmoniosamente. Sem qualquer missão para completar, os dois vão até o famoso "Rio Shibuya", que Joshua estava procurando durante a segunda semana. No rio, eles encontram Megumi Kitaniji, o Condutor do Jogo. Kitaniji explica que ele criou os Bottons vermelhos numa tentativa de refazer Shibuya, que o Criador desafiou-o a fazer; se ele falhasse, Shibuya seria apagada.
Naquele momento, Joshua reaparece e revela que é o Criador. Joshua devolve a parte que falta da memória da morte de Neku: Joshua atira em Neku, escolhendo ele para ser seu substituto neste desafio com Kitaniji. Minamimoto, que estava tentando usurpar a posição de Criador, estava tentando matar Joshua no que ele enfraqueceu como um humano. Depois de falhar em derrotar Neku usando seus amigos contra ele, Joshua dá a Neku um último desafio: Atirar em Joshua para determinar o destino de Shibuya. Neku está confuso para fazer a escolha, e ele atira para baixo, não em Joshua. Neku se encontra mais uma vez numa encruzilhada, confuso pelos eventos.
Os créditos do jogo mostram cenas sete dias depois. Neku encontra Beat, Rhyme, e Shiki (no corpo real dela) na estátua de Hachiko, indicando que Neku e seus amigos finalmente retornaram ao RG. Relatórios Secretos mostra o que pode ser obtido completando missões adicionais depois de terminar o jogo revela que Joshua, depois de ver a mudança na personalidade de Neku através das semanas de jogo, decide poupar Shibuya, agora acreditando que a cidade é o ideal.

## Gameplay
The World Ends with You é um role-playing game de ação, passado em 3 capítulos seguindo as 3 semanas que Neku está envolvido com o jogo dos Ceifadores, com cada capítulo dividido pelos dias da semana. O jogador controla Neku e seu parceiro enquanto eles exploram Shibuya para completar a missão de cada dia. Algumas missões requerem ser completadas em um certo tempo por Neku e seu parceiro, este timer não está ligado à passagem do tempo para o jogador.
Shibuya é dividida em muitos distritos, alguns dos quais inacessíveis em certos dias ou bloqueados por uma parede que só pode ser removida satisfazendo o pedido do Ceifador mais próximo, assim como apagar símbolos de Ruídos, colocar uma certa peça de roupa, ou trazer um item. Neku pode escanear a área ativando um Botton especial. Este scan mostra os pensamentos dos personagens não-jogadores no Mundo Real, que podem ajudar no progresso da trama. O scan também revela símbolos de Ruído aleatórios que sujam aquela área, ou em alguns casos, flutuam ao redor de um personagem específico. O jogador inicia uma batalha tocando nos símbolos de ruído; cada símbolo constitui um round de batalha. Escolher mais que um símbolo de uma vez resulta em uma batalha multi-round que gradualmente aumenta de dificuldade a cada round, mas que traz melhores recompensas caso seja bem sucedida. Alterar a dificuldade do Ruído e do HP de Neku e seu parceiro também melhora os benefícios concedidos.
Cada distrito tem peças de moda que afetam o jogo. Vestir Bottons ou roupas de marcas mais populares naquele distrito, melhora o efeito dos itens; vestir peças que não são da moda tem o efeito contrário, e peças de marcas neutras não são afetadas. Entretanto, o jogador pode aumentar a popularidade de uma marca num distrito por entrar repetidamente em batalhas naquele distrito enquanto veste itens daquela marca. O jogador pode entrar em lojas para comprar novos Bottons, roupas, e itens de comida que são gradualmente consumidos durante as batalhas para melhorar os atributos básicos dos personagens.
Depois de completar o jogo, o jogador pode voltar a qualquer dia da história e jogar aqueles eventos novamente, mantendo as estatísticas e inventário atual dos personagens. "Relatórios Secretos", relata segmentos que revela elementos de background da história, e podem ser destravado através desse modo completando missões específicas durante cada dia. Completar o jogo permite ao jogador accessar "Um Outro Dia" nos menus do jogo, um dia adicional de missões que explicam certos eventos relacionados à linha de história principal. The World Ends with You tem um minigame chamado Tin Pin Slammer (ou Marble Slash) que pode ser jogado contra o computador ou com outros 3 jogadores via uma conexão wireless. Tin Pin Slammer é similar ao marble game ringer no qual cada jogador tenta usar seus Bottons um a cada vez para tentar nocautear os outros jogadores.

### Bottons
The World Ends with You trás Bottons decorativos que possuem poderes que somente Neku pode ativar enquanto veste eles. Bottons são usados para combate, para "Tin Pin Slammer/Marble Slash", ou como valor de troca por dinheiro ou equipamento. Muitos Bottons, particularmente aqueles usados em combate, podem se tornar mais poderosos quando o jogador acumula "Pontos de Botton" que podem também levar os Bottons a evoluir em versões mais potentes. Pontos de Botton são comumente conseguidos através de batalha, mas também podem ser conseguidos através de um período de inatividade com o jogo, ou por interagir com outros jogadores de DS ou fontes wireless aleatórias. Cada um desses métodos influencia a evolução dos Bottons no jogo.

### Combate
Neku e Shiki lutam com Ruídos em diferentes "zonas" mas próximas dos mesmos limites. Os "Bottons" de Neku são mostrados no canto superior esquerdo da tela de baixo (correspondente a ele), e o sistema de cartas de Shiki é mostrado ao longo da parte de baixo da tela de cima. Eles compartilham uma barra de vida que atravessa ambas as telas do lado direito.
O sistema de combate do jogo é chamado de Sistema de Batalha em Cruzamento de Rua. O combate aparece em ambas as telas do DS, com Neku no touchscreen e seu parceiro na tela de cima, representando as diferentes "zonas" da mesma área local; os dois personagens lutam com os mesmos inimigos que existem em ambas as "zonas" simultaneamente. Neku e seu parceiro são sincronizados durante a batalha; eles compartilham a mesma barra de saúde então mesmo se um personagem não leva nenhum dano, o par pode falhar caso o outro apanhe muito. Um "Disco de Luz" verde passará entre os personagens durante a batalha; quando o personagem tem este disco, o dano que ele inflige é aumentado. O movimento do disco de luz é determinado pela "taxa de sincronização" entre Neku e seu parceiro; o disco passa mais tempo com o personagem com taxas maiores. O jogador pode equipar Neku e seu parceiro com itens que podem alterar a velocidade do disco de luz.
O jogador controla Neku fazendo ações no touchscreen de acordo com os Bottons atualmente equipados. Estas ações podem incluir passar através de um inimigo, dar toques na tela rapidamente para lançar balas de fogo, ou tocar num inimigo por determinado tempo para infligir dano. Outros Bottons precisam ser tocados para serem ativados, tais como o de restauração de HP. Cada Botton tem um número limitado de usos antes ele deve recarregar por um certo tempo. Outros Bottons podem ser usados um número fixo de vezes durante uma série de batalhas, e não recarregam até a sequência de batalhas estar terminada. Neku só pode equipar o máximo de 2 pinos no começo do jogo; isto pode eventualmente ser evoluído a um máximo de 6.
O parceiro de Neku na tela de cima pode ser controlado pelo jogador ou pelo próprio jogo. Cada um dos parceiros de Neku tem um sistema baseado em card-game; por exemplo, o card-game de Shiki requer que o jogador combine Cartas Zener viradas para baixo. O personagem pode fazer um ataque básico depois que o jogador passa através de um caminho de setas para selecionar uma das muitas cartas usando o direcional ou os botões. Navegar para uma carta que está dentro da regra do jogo de cartas, concede ao jogador uma estrela. Uma vez que estrelas o suficiente são coletadas, o jogador poderá lançar uma poderosa "fusão" de ataques de Neku e seu parceiro através do "Botton Harmonizador" que aparece no topo direito do touchscreen (assumindo que você não tenha configurado onde eles devem ser mostrados). O jogador também pode ajudar o personagem a esquivar de ataques.

## Desenvolvimento
The World Ends with You foi desenvolvido pela mesma equipe que criou a série Kingdom Hearts, com a inclusão de Jupiter, a empresa que desenvolveu Kingdom Hearts: Chain of Memories. O desenvolvimento do jogo começou dois anos e meio antes do lançamento no Japão, durante o desenvolvimento de Kingdom Hearts II e o fim da produção de Kingdom Hearts: Chain of Memories. Naquela época, a Nintendo tinha anunciado o DS, mas ele ainda não estava no mercado; Square Enix perguntou se a equipe poderia fazer um jogo especificamente para o portátil. A criativa equipe — consistindo de Tatsuya Kando (diretor), Tomohiro Hasegawa (co-diretor), Takeshi Arakawa (planejamento e direção), e Tetsuya Nomura (designer de personagens) — seria capaz de experimentar o DS durante o "Touch DS" evento em Novembro de 2004. Desta demonstração, eles imaginaram uma versão de Chain of Memories na qual os aspectos de jogo de cartas estaria na tela de baixo e um RPG de Ação na de cima. Assim eles continuaram a trabalhar no jogo, os desenvolvedores perceberam que eles queriam usar mais do touchscreen, fazer "Um jogo que possa ser jogado apenas no DS". Entretanto, eles também encontraram o problema de focar demasiadamente no touchscreen, a tela de cima estava sendo ignorada. Disto, a ideia do sistema de batalha de tela dupla surgiu. Muitas outras opções foram exploradas para a tela de cima do jogo, incluindo batalhas baseadas em comando ou um jogo musical, mas uma vez que observaram o jogo da visão do jogador, eles decidiram pôr a aproximação de card-game com o jogador tendo a opção de controlá-lo se quiser. Com o término da versão japonesa do jogo, a equipe sentiu que o sistema de tela dupla era excessivamente complicado para as reuniões, e tentaram mudar a mecânica do card-game num medidor especial que se enchia com os ataques normais de Neku, mas isto não foi completado a tempo do lançamento. Entretanto, a equipe foi capaz de alterar a "sobrecarga de informação" dos numerosos tutoriais no começo do jogo, no lançamento na América do Norte, reduzindo a quantidade de texto mostrada bem como permitindo evitar os tutoriais. O sistema "Encontro Ativo", a habilidade de escolher quando e como entrar em batalha, foi desenvolvida especificamente para evitar a situação de "triturar o jogo" que é comum com a maioria dos sistemas de RPG padrão quando a sequência do jogo é quebrada por batalhas. Eles também incluíram a mecânica de ser capaz de escanear os NPCs para ver seus pensamentos.

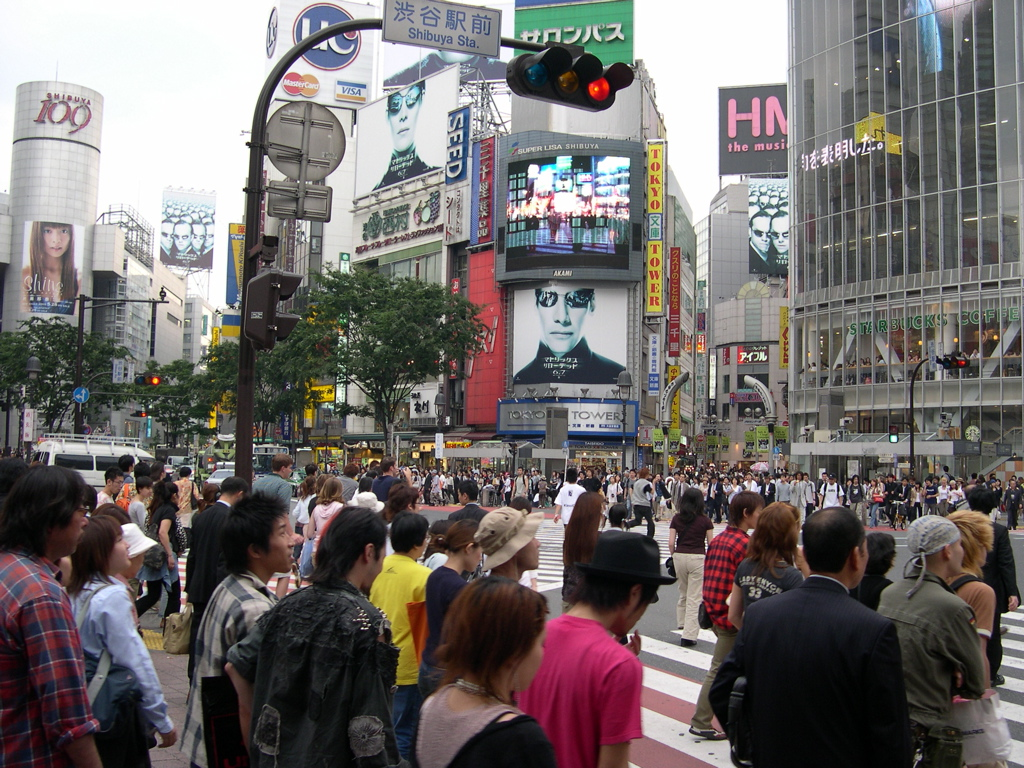
Muitos dos locais do jogos são construídos a partir da Shibuya real. O Cruzamento próximo da loja de departamentos 109 (acima) é amplamente explorada no jogo e pode ser vista no background do mesmo.

Na tentativa de criar um gameplay que fosse único, os quiseram construir um jogo a partir de um lugar real. Inicialmente, eles planejaram usar um grande número de lugares cruzando o mundo inteiro como cenário. E queriam se basear em cidades específicas com suas situações mais comuns. Quando, Kando escolheu Shibuya como cenário principal no ano do desenvolvimento, surgiu a ideia de que jogadores distantes iam se deparar com um cenário que não lhe era familiar. A equipe quis se certificar que a cidade representava precisamente no jogo, e foi na "caça de locais" até o topo dos edifícios sem permissão para tirar fotografias. O layout de Shibuya foi duplicado para o jogo, mantendo os mesmos limites do mundo real enquanto refizeram os nomes das lojas e prédios por razões de copyright; por exemplo, a Loja de departamentos 109 foi renomeada para "104 Building", enquanto um dos mais populares Starbucks, adjacente ao cruzamento, foi renomeado "Outback Cafe". O sucesso do jogo levou fãs a fazer passeios no distrito para verificar se os locais físicos combinam com os locais ao longo do jogo. A escolha de Shibuya fez incorporar muitos outros aspectos da cidade no jogo, incluindo comida, roupa, e uso de telefones celulares. A equipe inicialmente pensou na ideia de usar o grafiti ao redor de Shibuya como a fonte de poder do jogador, mas tiveram dificuldades em representar isso; isso levou à criação dos Bottons usados no jogo.
A equipe decidiu permanecer com gráficos bi-dimensionais ao invés de tri-dimensionais, acreditando que isso ajudaria a diferenciar eles mesmos de outros títulos da Square Enix, bem como era melhor para representar a visão do jogo. Quando surgiu pela primeira vez a tarefa de fazer a arte para o jogo, o diretor de arte Takayuki Ohdachi pensou que o cenário cotidiano moderno poderia ser muito tediante, e optou por usar altamente inclinados e angulosos das imagens de Shibuya para evitar isto. Ohdachi também era responsável pela arte dos Bottons, e usou um misto de arte pop e desenhos tribais para vários gráficos. Desenhos de personagens foram feitos por Tetsuya Nomura e Gen Kobayashi. Os desenhos dos personagens foram feitos para combinar com a Tóquio do mundo real. Kobayashi também estava no encargo de desenhar os NPCs do jogo e notou quantos designs precisaria fazer para o produto final. Hasegawa era responsável pelo desenho das criaturas "Ruído", queria que elas fosse reconhecidas como criaturas antes de decaírem em esqueletos. Na tentativa de manter o tema da emoção humana no jogo, Hasegawa escolheu criaturas que carregam esse sentimento, tais como lobos e corvos. Representação de Ruído no jogo requer desenhar imagens 2D de muitos ângulos para obter o resultado final da ação na tela, e leva muito tempo e esforço até a animação de arte combinar com o estilo do jogo, com Kando fazendo 2 horas de viagem entre Tóquio e Kyoto semanalmente para verificar o progresso.
Os desenvolvedores sabiam que para a história, eles queriam "lançar o jogador direto na ação, com coisas que ele não teriam explicação", na tentativa de criar um senso de urgência e mistério para o jogador. Eles desenvolveram um rascunho inicial da trama do jogo e deram ele ao escritor roteirista Sachie Hirano e ao planejador de cenários Yukari Ishida para que fosse expandido. A versão retornada estava muito próxima da visão inicial para a história do jogo. Entretanto, havia ainda dificuldades em preencher a história, e então depois, algumas mudanças e adaptações tiveram que ser feitas apenas para priorizar a criação da imagem mestra do jogo. Muitas inconsistências com a história foram encontradas no teste de qualidade final que tinham de ser resolvidas. A equipe da Square Enix, enquanto traduzia a maioria dos diálogos e itens da interface para o Inglês e outros idiomas europeus, preservaram muitos elementos japoneses para evitar perder a cultura do jogo. A equipe também estava limitada pelo tamanho dos balões de diálogos do jogo, e tiveram que ajustar para não perder o sentido da história.
O título Japonês, literalmente traduzido como It's a Wonderful World, não foi usado internacionalmente por questões de copyright. Ao invés disso, o jogo foi lançado na América do Norte e Europa sob o mesmo nome The World Ends with You. O jogo foi oficialmente anunciado em 13 de Setembro de 2006 pela Square Enix, e estreado em 2006 no Tokyo Game Show duas semanas depois. Em 5 de Dezembro de 2007, Square Enix anunciou seria lançado na Europa e Austrália em Abril de 2008, enquanto um anúncio similar era feito para o lançamento na América do Norte em 17 de Dezembro de 2007.
Uma edição especial "Wonderful World" do "Gloss Silver" Nintendo DS Lite foi criada e vendida com o jogo como parte do lançamento japonês. A trama do jogo tinha sido transformada em um mangá de 2 capítulos por Shiro Amano, publicado em duas edições de Monthly Shōnen Gangan. Na América do Norte, o mangá foi lançado online pelo website dos Membros da Square Enix. Tatsuya Kando afirmou que tinha esperanças de ser convidado para fazer uma sequência para o jogo.

### Trilha sonora
A trilha sonora de The World Ends with You foi composta e produzida por Takeharu Ishimoto. O músico de jogos incorpora muitos gêneros, combinando rock, hip hop, e eletrônica, produzidos para acompanhar as várias tendências de Shibuya. A canção que aparece durante os créditos do jogo é "Lullaby for You" do artist de Pop Japonês, Jyongri. A lista de vocalistas que participaram incluem Sawa, Makiko Noda, Leah, Ayuko Tanaka, Mai Matsuda, Wakako, Hanaeryca, Cameron Strother, Andy Kinlay, Nulie Nurly, e Londell "Taz" Hicks. Os desenvolvedores usaram Kyuseishu Sound Streamer da CRI Middleware, um algoritmo de compressão normalmente usado em vozes, para comprimir a trilha sonora e incluir mais músicas na mídia do jogo, enquanto fazer as cenas de full motion com animações em Flash para economizar mais espaço. A trilha sonora da versão final do jogo toma aproximadamente 1/4 (um quarto) da mídia.
A trilha sonora oficial do jogo, The World Ends with You Original Soundtrack (すばらしきこのせかい ORIGINAL SOUNDTRACK, Subarashiki Kono Sekai Original Soundtrack, meaning "It's a Wonderful World Original Soundtrack") foi lançada no Japão em 22 de Agosto de 2007 e está a venda na maioria das lojas de iTunes de língua inglesa. Este lançamento, entretanto, não incluem as 4 faixas únicas para localidades fora do Japão e é simplesmente uma versão digital da trilha sonora japonesa.
| Trilha Sonora Original The World Ends with You |                                                                                                |         |  |
| N.º                                            | Título                                                                                         | Duração |  |
| 1.                                             | "It's So Wonderful"                                                                            | 1:39    |  |
| 2.                                             | "Twister" (Sawa - vocal)                                                                       | 1:17    |  |
| 3.                                             | "Underground" (Nulie Nurly - vocal)                                                            | 0:49    |  |
| 4.                                             | "Long Dream" (Makiko Noda - vocal)                                                             | 3:12    |  |
| 5.                                             | "Calling" (Leah - vocal)                                                                       | 3:25    |  |
| 6.                                             | "Despair"                                                                                      | 0:27    |  |
| 7.                                             | "Hybrid" (Sawa - vocal)                                                                        | 3:04    |  |
| 8.                                             | "Fighting For Freedom"                                                                         | 2:06    |  |
| 9.                                             | "オーパーツ" ("Ooparts"; vocal por Ayuko Tanaka & Mai Matsuda)                                 | 3:34    |  |
| 10.                                            | "Forebode"                                                                                     | 0:28    |  |
| 11.                                            | "Give Me All Your Love" (Wakako - vocal)                                                       | 4:21    |  |
| 12.                                            | "サムデイ" ("Someday"; Sawa - vocal)                                                           | 3:40    |  |
| 13.                                            | "Satisfy" (Ayuko Tanaka - vocal)                                                               | 4:01    |  |
| 14.                                            | "Someday" (Hanaeryca - vocal)                                                                  | 3:39    |  |
| 15.                                            | "ツイスター" ("Twister"; Mai Matsuda - vocal)                                                  | 3:38    |  |
| 16.                                            | "Let's Get Together"                                                                           | 0:17    |  |
| 17.                                            | "Slash and Slash" (renomeada como "Slam Brothers" no lançamento internacional.)                | 1:03    |  |
| 18.                                            | "Amnesia"                                                                                      | 0:49    |  |
| 19.                                            | "Rush Hour"                                                                                    | 0:34    |  |
| 20.                                            | "Imprinting"                                                                                   | 1:07    |  |
| 21.                                            | "オワリハジマリ" ("Owari-Hajimari," Japanese for "Ending-Beginning"; Cameron Strother - vocal) | 2:17    |  |
| 22.                                            | "psychedelic"                                                                                  | 2:24    |  |
| 23.                                            | "Game Over" (Andy Kinlay - vocal)                                                              | 2:50    |  |
| 24.                                            | "Dancer In The Street"                                                                         | 0:34    |  |
| 25.                                            | "ハイブリッド" ("Hybrid"; Nulie Nurly - vocal)                                                 | 3:05    |  |
| 26.                                            | "Detonation" (Londell "Taz" Hicks - vocal)                                                     | 2:33    |  |
| 27.                                            | "Black Market"                                                                                 | 0:33    |  |
| 28.                                            | "Junk Garage"                                                                                  | 1:27    |  |
| 29.                                            | "It Is Fashionable"                                                                            | 0:34    |  |
| 30.                                            | "Noisy Noise"                                                                                  | 2:14    |  |
| 31.                                            | "Economical Shoppers"                                                                          | 0:28    |  |
| 32.                                            | "Shibuya"                                                                                      | 2:08    |  |
| 33.                                            | "Make or Break" (Hanaeryca - vocal)                                                            | 4:08    |  |
| 34.                                            | "Twister-Remix" (Mai Matsuda - vocal)                                                          | 4:32    |  |
| 35.                                            | "Emptiness and" (Faixa bônus não-nomeada; o título foi tirado do jogo)                         | 3:03    |  |
| 36.                                            | "Twister-Gang-Mix" (MJR - vocal; faixa bônus no lançamento na loja de iTunes)                  | 3:31    |  |

Square Enix, entretanto, lançou um EP digital de 6-faixas  Subarashiki Konosekai + The World Ends with You (すばらしきこのせかい + The World Ends with You, Subarashiki Kono Sekai + The World Ends with You, meaning "It's a Wonderful World + The World Ends with You") em 25 de Junho de 2008 através da loja japonesa de iTunes. Este lançamento contém as 4 músicas únicas para a versão internacional do jogo, junto com uma versão em inglês de "Owari-Hajimari" e um remix de "Twister". Uma versão do álbum com 19-faixas foi gravado em CD e lançado em iTunes em 30 de Julho de 2008.
| Subarashiki Konosekai + The World Ends with You – EP |                                                |         |  |
| N.º                                                  | Título                                         | Duração |  |
| 1.                                                   | "Déjà Vu" (Joanna Koike - vocal)               | 4:07    |  |
| 2.                                                   | "Three Minutes Clapping" (J.D. Camaro - vocal) | 3:10    |  |
| 3.                                                   | "The One Star" (Cameron Strother - vocal)      | 3:26    |  |
| 4.                                                   | "Owari-Hajimari" (Cameron Strother - vocal)    | 2:23    |  |
| 5.                                                   | "Transformation" (Andy from "Sixpin" - vocal)  | 3:21    |  |
| 6.                                                   | "Twister -The Twisters-" (MJR & Sawa - vocal)  | 4:10    |  |

| Subarashiki Konosekai + The World Ends with You (versão álbum) |                                                                                   |         |  |
| N.º                                                            | Título                                                                            | Duração |  |
| 1.                                                             | "Twister -Original ver-" (Sawa - vocal)                                           | 2:14    |  |
| 2.                                                             | "Calling -1960s-" (Leah - vocal)                                                  | 4:04    |  |
| 3.                                                             | "Give Me All You Love -All my love-" (Wakako - vocal)                             | 4:19    |  |
| 4.                                                             | "Long Dream -1980s-" (Makiko Noda - vocal)                                        | 3:37    |  |
| 5.                                                             | "サムデイ -Unplugged-" ("Someday"; Sawa - vocal)                                  | 4:37    |  |
| 6.                                                             | "Make or Break -Black box-" (Hanaeryca - vocal)                                   | 4:10    |  |
| 7.                                                             | "Game Over -Busy Dizzy and Lazy-" (Andy Kinlay - vocal)                           | 2:53    |  |
| 8.                                                             | "オーパーツ -Give me a chance-" ("Ooparts"; vocal por Ayuko Tanaka & Mai Matsuda) | 3:59    |  |
| 9.                                                             | "ハイブリッド -New born-" ("Hybrid"; Nulie Nurly - vocal)                         | 4:09    |  |
| 10.                                                            | "Twister -That Power is Yet Unknown-" (Sawa - vocal)                              | 3:56    |  |
| 11.                                                            | "Déjà vu" (Joanna Koike - vocal)                                                  | 4:10    |  |
| 12.                                                            | "Transformation" (Andy from "Sixpin" - vocal)                                     | 3:26    |  |
| 13.                                                            | "Three Minutes Clapping" (J.D. Camaro - vocal)                                    | 3:15    |  |
| 14.                                                            | "Twister-Gang-Mix" (MJR - vocal)                                                  | 3:35    |  |
| 15.                                                            | "The One Star" (Cameron Strother - vocal)                                         | 3:35    |  |
| 16.                                                            | "Owari-Hajimari" (Cameron Strother - vocal)                                       | 3:30    |  |
| 17.                                                            | "Three Minutes Clapping -Live-" (J.D. Camaro - vocal)                             | 3:22    |  |
| 18.                                                            | "Transformation -Transformed-" (Andy from "Sixpin" - vocal)                       | 3:45    |  |
| 19.                                                            | "Déjà vu -Discoteque-" (Joanna Koike - vocal)                                     | 4:49    |  |

## Recepção
The World Ends with You recebeu críticas positivas e foi um sucesso comercial. Game Informer nomeou o jogo como melhor jogo para console portátil no mês de Maio de 2008.
Os críticos aprovaram de outros títulos populares da Square Enix tais como as séries Final Fantasy e Kingdom Hearts. Ambos com gráficos e trilha sonora muito bem recebidas. Também comentaram que, inicialmente, os desenhos dos personagens estavam muito parecidos com títulos anteriores da Square Enix. Mas acharam que no cenário de Shibuya eles estavam "absolutamente no seu elemento." Alguns revisores também apontaram que aquele Sistema de Batalha em Cruzamento de Rua era muito complexo para novos jogadores; A análise da Eurogamer sentiu pouca ou nenhuma relevância no aprendizado de um sistema complexo de batalha. GamePro notou que o estilo dos controles estava impreciso, ocorrendo erros de movimento e ações de ataque.
The World Ends with You venceu muitos prêmios da IGN.com, incluindo melhor jogo de RPG do Nintendo DS, melhor história para um jogo de Nintendo DS, assim como melhor jogo do ano para o Nintendo DS. Ele também foi indicado para outros prêmios, incluindo melhor roteiro original para um jogo de Nintendo DS e melhor desenho artístico para jogo de Nintendo DS.